# Cercle de Franconie

Carte des cercles impériaux au début du XVIe siècle. Le cercle de Franconie figure en rouge.

Le cercle de Franconie (en allemand, Fränkischer Reichskreis) est un cercle impérial du Saint-Empire romain germanique.

## Caractéristiques
Le cercle de Franconie est l'un des six cercles impériaux constitués en 1500 lors de la réforme impériale.

## Membres

### Principautés ecclésiastiques
| Blason | Nom                                        | Notes |
| ------ | ------------------------------------------ | --- |
|        | Principauté épiscopale de Bamberg          | Fondé en 1007. Immédiateté impériale accordée en 1245.                                                    |
|        | Principauté épiscopale d'Eichstätt         | Fondé au VIIIe siècle. Immédiateté accordée en 1305. Médiatisé en 1802 et annexé par la Bavière.          |
|        | Bailliage franc (de) de l'Ordre Teutonique | |
|        | Principauté épiscopale de Wurtzbourg       | Fondé au VIIIe siècle. Immédiateté accordée en 1168. Médiatisé en 1803, devenant électorat de Wurtzbourg. |

### Principautés laïques
| Blason | Nom                            | Notes |
| ------ | ------------------------------ | --- |
|        | Principauté d'Ansbach          | Fondé en 1440 par scission de l'électorat de Brandebourg. À la Prusse en 1792.                                               |
|        | Comté de Castell (en)          | Immédiateté accordée en 1202. Scission en Castell-Remlingen et Castell-Rüdenhausen en 1597.                                  |
|        | Comté d'Erbach                 | Immédiateté accordée en 1532.                                                                                                |
|        | Seigneurie de Gimborn          | Devient un comté en 1682. Transfert vers le cercle du Bas-Rhin-Westphalie en 1792. Annexé au grand-duché de Berg en 1806.    |
|        | Seigneurie de Hausen (de)      | Changement de cercle en 1792.                                                                                                |
|        | Comté d'Henneberg              | Principauté en 1310. À la Saxe-Weimar et à la Saxe-Gotha en 1660.                                                            |
|        | Comté de Hohenlohe-Waldenbourg | Immédiateté accordée en 1450. Principauté en 1744. Changement de cercle en 1792.                                             |
|        | Principauté de Kulmbach        | Fondé en 1440 par scission de l'électorat de Brandebourg. Union avec la principauté d'Ansbach en 1769.                       |
|        | Seigneurie de Limpurg (de)     | |
|        | Comté de Löwenstein-Wertheim   | Union des comtés de Löwenstein (immédiateté en 1494) et Wertheim en 1574. Principauté en 1744. Changement de cercle en 1792. |
|        | Seigneurie de Reichelsberg     | |
|        | Comté de Rieneck (de)          | Fondé en 1168. |
|        | Seigneurie de Schwarzenberg    | Immédiateté accordée en 1429. Comté impérial en 1599. Principauté en 1670.                                                   |
|        | Seigneurie de Seinsheim        | Au comté de Schwarzenberg en 1655. Changement de cercle en 1792.                                                             |
|        | Seigneurie de Welzheim         | Changement de cercle en 1792.                                                                                                |
|        | Seigneurie de Wiesentheid      | Changement de cercle en 1792.                                                                                                |

### Villes libres
| Blason | Nom                      | Notes                                          |
| ------ | ------------------------ | ---------------------------------------------- |
|        | Nuremberg                | Immédiateté accordée en 1219 par Frédéric II.  |
|        | Rothenburg ob der Tauber | Immédiateté accordée en 1274 par Rodolphe Ier. |
|        | Schweinfurt              | Depuis 1254.                                   |
|        | Weissenburg              | Depuis 1296.                                   |
|        | Windsheim                | Depuis 1248.                                   |